# Tammy Faye Messner
Tammy Faye Messner, nata LaValley e coniugata Bakker durante il primo matrimonio (International Falls, 7 marzo 1942 – Loch Lloyd, 20 luglio 2007) è stata un personaggio televisivo, cantante, telepredicatrice e attrice statunitense.

## Biografia
Tamara Faye LaValley nacque in Minnesota nel 1941, figlia di un ministro pentecostale. Durante gli studi al North Central University di Minneapolis conobbe Jim Bakker, che sposò nel 1961. L'anno successivo la coppia si trasferì nel Carolina del Sud, dove i due cominciarono un'attiva predicazione religiosa che presto raggiunse la televisione. Nel 1974 fu tra i fondatori del PTL Club, un programma di telepredicatori cristiani che ottenne grandi successi tra il pubblico evangelico.
Il programma divenne un business di grande successo con un fatturato di oltre centoventi milioni di dollari annui durante gli anni settanta, tanto da aprire un proprio parco divertimenti di stampo cristiano. Pur essendo una devota evangelica, Tammy Faye Bakker si distaccò dalla sua chiesa sui tema dell'omosessualità, diventando un'attivista per le persone LGBT e contraddistinguendosi per il grande impegno nella lotta contro l'AIDS. Dal 1987 gli scandali finanziari e sessuali causati dal marito Jim Bakker portarono il PTL Club alla rovina e nel 1989 Bakker fu condannato a quarantacinque anni di reclusione per frode e cospirazione.
Dopo essere stata accanto al marito durante gli scandali e il processo, Tammy Faye divorziò da Bakker nel 1992 e si risposò con Roe Messner nel 1993. Nel 1996 anche il secondo marito fu condannato per frode e trascorse ventisette mesi in prigione. Nello stesso periodo le fu diagnosticato un cancro al colon e la Messner raccontò l'esperienza nella sua quarta autobiografia, I Will Survive... and You Will, Too!. Nei primi anni duemila fece numerose apparizioni televisive e recitò in alcune serie televisive. Nel corso della sua carriera musicale pubblicò oltre una dozzina di album di musica di ispirazione cristiana. Morì nel 2007 dopo una battaglia di undici anni contro il cancro.

## Nella cultura di massa
- Oltre ad essere diventata un'icona gay per il suo stile e il sostegno nei confronti della comunità LGBT, Tammy Faye Messner è stata la protagonista di un documentario, The Eyes of Tammy Faye (2000).[5]
- Nel 2021 l'attrice statunitense Jessica Chastain ha interpretato la Messner nel film Gli occhi di Tammy Faye e per la sua interpretazione ha vinto l'Oscar alla miglior attrice.[6]
- Nel 2022 Tammy Faye Messner è diventata anche la protagonista del musical Tammy Faye, scritto da Elton John, James Graham e Jake Shears; nel musical, portato al debutto all'Almeida Theatre di Londra, la telepredicatrice è interpretata da Katie Brayben.[7]

## Filmografia (parziale)
- Pappa e ciccia (Roseanne) - serie TV, episodio 9x6 (1996)
- The Drew Carey Show - serie TV, 2 episodi (1996-1999)

## Opere letterarie
- I Gotta Be Me (1978), ISBN 978-0089221480
- Run to the Roar (1985), ISBN 978-0892210732
- Tammy: Telling It My Way (1996), ISBN 9780679445159
- I Will Survive...and You Will Too! (2003), ISBN 9781585422425